# 甘州路
甘州路，元朝时设置的路。
554年，西魏改西凉州为甘州，西夏改为宣化府。蒙古帝国恢复甘州，元世祖至元八年（1271年），改甘肃路为甘州路。为甘肃行中书省治所，治所在今甘肃省张掖市。辖境相当今甘肃省张掖市、临泽县、高台县、民乐县、肃南裕固族自治县、青海省祁连县等地。明朝洪武初年，甘州路废，洪武二十三年至二十九年，设甘州左、右、中、前、后五卫。清朝雍正年间改为甘州府。